# چارلز مک‌دوگال
چارلز مک‌دوگال (انگلیسی: Charles McDougall؛ زادهٔ ۱ ژانویهٔ ۱۹۶۰) کارگردان فیلم، کارگردان تلویزیونی، و کارگردان اهل بریتانیا است.
وی همچنین برندهٔ جوایزی همچون جایزه امی ساعات پربیننده برای بهترین کارگردانی مجموعه تلویزیونی کمدی شده‌است.